# Роберт Пік Старший
Роберт Пік-старший (англ. Robert Peake the Elder; 1551, Лінкольншир — жовтень 1619, Лондон) — англійський художник-портретист, працював під час пізнього періоду царювання Єлизавети I і в царювання Якова I. У 1604 році був призначений художником для Генріха, спадкоємця престолу, а в 1607 році — для короля Якова I (працював спільно з Джоном де Крітцем). Піка часто називають «старшим» через те, що його можна переплутати з його сином, художником Вільямом Піком (бл. 1580—1639) і його онуком, сером Робертом Піком (бл. 1605—1667), також художником.
Пік малював в групі з ще трьома художниками — Джоном де Крітцем, Маркусом Гірартом-молодшим і Ісааком Олівером в період між 1590 і 1625 роками. Вони спеціалізувалися на картинах з яскравим забарвленням, що було рідкістю для того часу. Не завжди можливо було розрізнити з повною упевненістю авторство картин між Піком, Гірартом, Олівером і їхніми помічниками.

## Біографія
Роберт Пік народився в окрузі Лінкольншир приблизно у 1551 році. 30 квітня 1565 почав навчатися живопису у Лоренса Вудхема. 20 травня 1576 року став почесним членом цеху золотих справ майстрів. Його син Вільям пішов за батьком і пізніше досяг такого ж статусу.
Першою роботою Роберта Піка стала посада в Управлінні Бенкетів, в департаменті, який влаштовував придворні свята для Єлизавети I. Час, коли Пік почав практикуватися як художник-портретист, залишається невідомим.
У 1607, після смерті Леонарда Фрайера, Пік був призначений королівським живописцем короля Якова I, розділяючи посаду з Джоном де Крітцем, який займав цей пост з 1603 року. У той час, як де Крітц взяв на себе всі декоративні обов'язки, Пік продовжував малювати портрети королівської сім'ї.
У 1610 Пік став «художником Принца Генріха», шістнадцятирічного принца, також любителя мистецтва. Піку доручили переклад книги Себастьяно Серліо «Перша книга архітектури» (англ. The First Booke of Architecture), яку подарували принцу в 1611 році.
Після смерті Генріха Пік був призначений художником його брата, Карла, герцога Йоркського, майбутнього Карла I.